# Cirsium ishizuchiense
Cirsium ishizuchiense là một loài thực vật có hoa trong họ Cúc. Loài này được (Kitam.) Kadota mô tả khoa học đầu tiên năm 2000.